# Fuscozetes cuauhtemoctzini
Fuscozetes cuauhtemoctzini är en kvalsterart som beskrevs av Palacios-Vargas och Martínez-Crespo 1990. Fuscozetes cuauhtemoctzini ingår i släktet Fuscozetes, och familjen Ceratozetidae. Inga underarter finns listade.